# Maßregelvollzug Brandenburg/Havel
Der Maßregelvollzug Brandenburg/Havel ist innerhalb des Asklepios Fachklinikum Brandenburg eine geschlossene Klinik für forensische Psychiatrie, in der nach § 63 StGB psychisch kranke Straftäter untergebracht sind.
Die Klinik ist mit insgesamt 121 Behandlungsplätzen die zweitgrößte ihrer Art im Bundesland Brandenburg und ausschließlich auf psychisch Kranke (gem. § 63 StGB) spezialisiert; Suchtkranke (gem. § 64 StGB) sitzen nicht ein. Sie besteht aus einem historischen Altbau und Neubauten, die im Jahr 2001 errichtet wurden. Im historischen Teil sind Werkstätten (Buchbinderei, Tischlerei und Tonwerkstatt) untergebracht. Die Insassen sitzen im Neubau, in dem es überwiegend Zwei-Bett-Zimmer mit jeweils einer Nasszelle gibt. Träger des Maßregelvollzugs, der zum Fachklinikum Brandenburg gehört, ist Asklepios. Chefarzt der Einrichtung ist Ingolf Piezka.
Unter den 121 Insassen in Brandenburg befinden sich 45 mit einer geistigen Behinderung. In der Klinik ist unter anderen Beate Schmidt (früher: Wolfgang Schmidt) untergebracht. Bis März 2017 saß auch Frank Schmökel hier ein, bevor er in die Justizvollzugsanstalt Luckau-Duben verlegt wurde.
Im Jahr 2008 wurde bekannt, dass der Maßregelvollzug um rund 50 Plätze erweitert werden soll. Die Regierung reagierte damit auf die Zunahme der Belegungszahlen. Das Land Brandenburg verzeichnet ein jährliches Plus von etwa 18 Fällen.